# Stenoma nepheloleuca
Stenoma nepheloleuca es una especie de polilla del género Stenoma, orden Lepidoptera.
Fue descrita científicamente por Meyrick en 1932.

## Distribución
Stenoma nepheloleuca habita en el continente de América.